# Dientes de Navarino
Dientes de Navarino és un conjunt de muntanyes -circuit ubicades a l'illa Navarino, Xile, al sud de Puerto Williams. Es tracta del trekking més austral del món i porta el nom dels pinacles dentats similars a les dents.
El cim més alt és Pico Navarino amb 1.195 m.
Hi ha un viarany difícil que atrau turistes de tot el món. Depenent de les condicions meteorològiques, la caminada dura de 5 a 7 dies i per a poder fer ascensions s'ha d'informar a Carabineros de Chile.

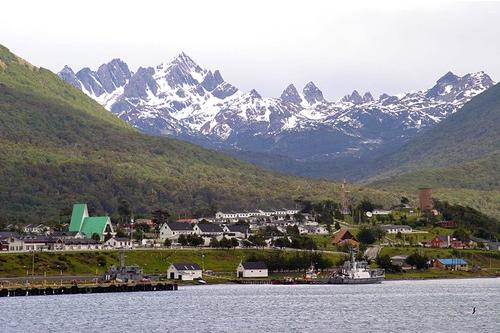
Vista de Puerto Williams amb Dientes de Navarino al fons.